# Kenwood Appliances
Pour les articles homonymes, voir Kenwood.
Kenwood Appliances est une entreprise britannique, connue pour ses appareils ménagers électriques, propriété du groupe italien DeLonghi.

## Historique
Kenwood Appliances a été fondée au Royaume-Uni par Kenneth Wood (Ken Wood) en 1947, sous le nom de Kenwood Manufacturing Company Ltd., fabricant d'appareils ménagers électriques. En 2001, elle devient la propriété du groupe italien DeLonghi.

## Produits

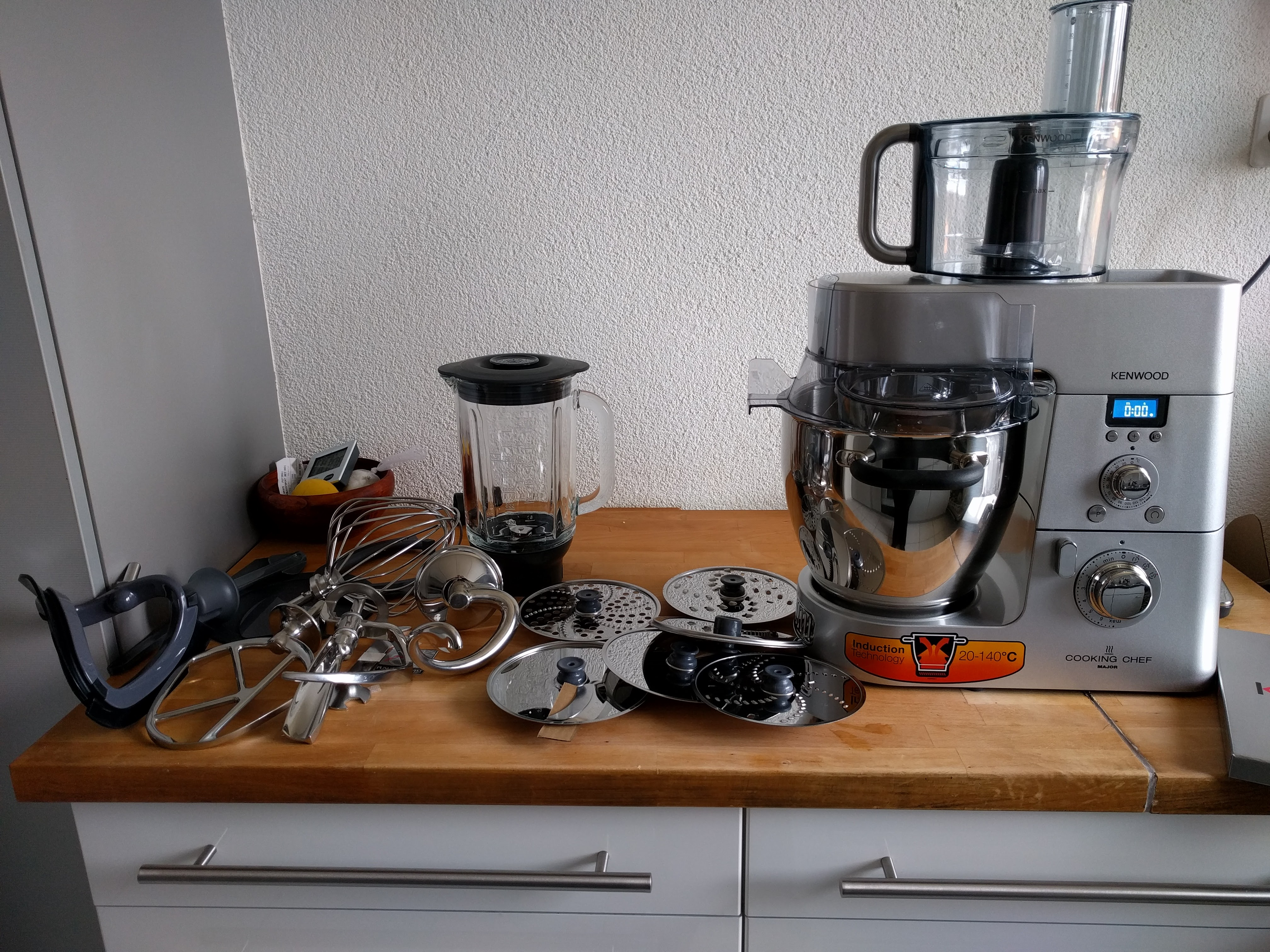
Robot chauffant Kenwood Cooking Chef, avec ses accessoires.

Les premiers produits ont été un grille-pain et surtout un mixeur à deux batteurs. Mais la vraie innovation a été la création du robot Kenwood Chef, lancé en mars 1950 au salon Ideal Home Exhibition de Londres.

Le produit phare actuel de la société est le Kenwood Cooking Chef, dont le bol est chauffé par induction. Il fait fonctionner des accessoires sur trois prises externes différentes à des vitesses lentes, moyennes et rapides. Le temps de mixage peut être préréglé par une minuterie et la température de la plaque à induction est contrôlée au degré Celsius près.
La série kMix s'adresse aux clients soucieux du design, en alliant fonctionnalité et aspect extérieur.
La série Kenwood Chef comprend le Chef Titanium, le Chef Premier, le Chef Titanium Event et le Chef Titanium Timer. Très proches des précédents, les robots culinaires proposés sous le nom de Major comprennent le Major Titanium, le Major Titanium Event et le Major Titanium Timer. Les séries Chef et Major ne diffèrent que par quelques détails, notamment sur la minuterie et les accessoires inclus.
Le robot culinaire Prospero est un produit compact à plus petit budget, qui peut cependant offrir la plupart des fonctions des machines plus grandes. Il est lui-même livré avec un large ensemble d'accessoires.

## Homonymie
Kenwood Appliances a un homonyme, l'entreprise japonaise Kenwood Corporation, qui n'a aucun lien avec elle. La différenciation entre les deux entreprises peut se faire sur le logo : le « K » de Kenwood Appliances, avec la lettre stylisée en rouge.